# ماتي هيوز
ماتي هيوز (بالإنجليزية: Matty Hughes)‏ هو لاعب كرة قدم بريطاني في مركز الهجوم، ولد في 1 أبريل 1992 في إنجلترا في المملكة المتحدة. لعب مع AFC Fylde ‏.

## وصلات خارجية
- ماتي هيوز على موقع قاعدة بيانات كرة القدم.إي يو (الإنجليزية)
- ماتي هيوز على موقع Soccerbase.com (لاعب) (الإنجليزية)
- ماتي هيوز على موقع Soccerway.com (الإنجليزية)